# Optoelektronik
 Ikke at forveksle med Elektrooptik.
Optoelektronik (eller optronik) er studiet og anvendelsen af elektronikkomponenter og systemer, som udsender, detekterer og styrer lys. Optoelektronik bliver sædvandligvis betragtet som et underemne af fotonik.
I denne sammenhæng inkluderer lys ofte usynlige strålingsformer såsom gammastråler, røntgen, ultraviolet og infrarød - udover synligt lys. Optoelektronikkomponenter er elektrisk-til-optisk eller optisk-til-elektrisk transducere - eller instrumenter, som anvender sådanne komponenter i deres funktion.
(Elektrooptik bliver ofte fejlagtigt anvendt som et synonym, men elektrooptik er en bredere gren af fysik, som vedrører alle vekselvirkninger mellem lys og elektriske felter, hvadenten det drejer sig om optoelektronikkomponenter eller ej.)
Optoelektronik er baseret på kvantemekaniske effekter af lys på (og i) elektroniske materialer, specielt halvledere, og nogle gange med tilstedeværelsen af elektriske felter.
- Fotoelektriske eller fotovoltaiske effekter, anvendter:
  - fotodioder (inklusiv solceller)
  - fototransistorer
  - fotomultiplikatorer
  - optoisolatorer
  - integreret optisk kredsløb (IOC) elementer
- Fotokonduktivitet, anvendt i:
  - LDR-modstande
  - fotokonduktivt kamerarør
  - Charged Coupled Device
- Stimuleret lysudsendelse, anvendt i:
  - injektion laserdioder
  - quantum cascade laserer
- Lossev-effekt, eller eng. radiative recombination, anvendt i:
  - lysdioder eller LED
  - OLED
- Fotoemissivitet, anvendt i
  - Fotocellerør

Vigtige anvendelser af optoelektronik omfatter:
- Optokobler
- Lysleder telekommunikation